# Sida gracillima
Sida gracillima là một loài thực vật có hoa trong họ Cẩm quỳ. Loài này được Hassl. miêu tả khoa học đầu tiên.